# Margaretha Wulfraet

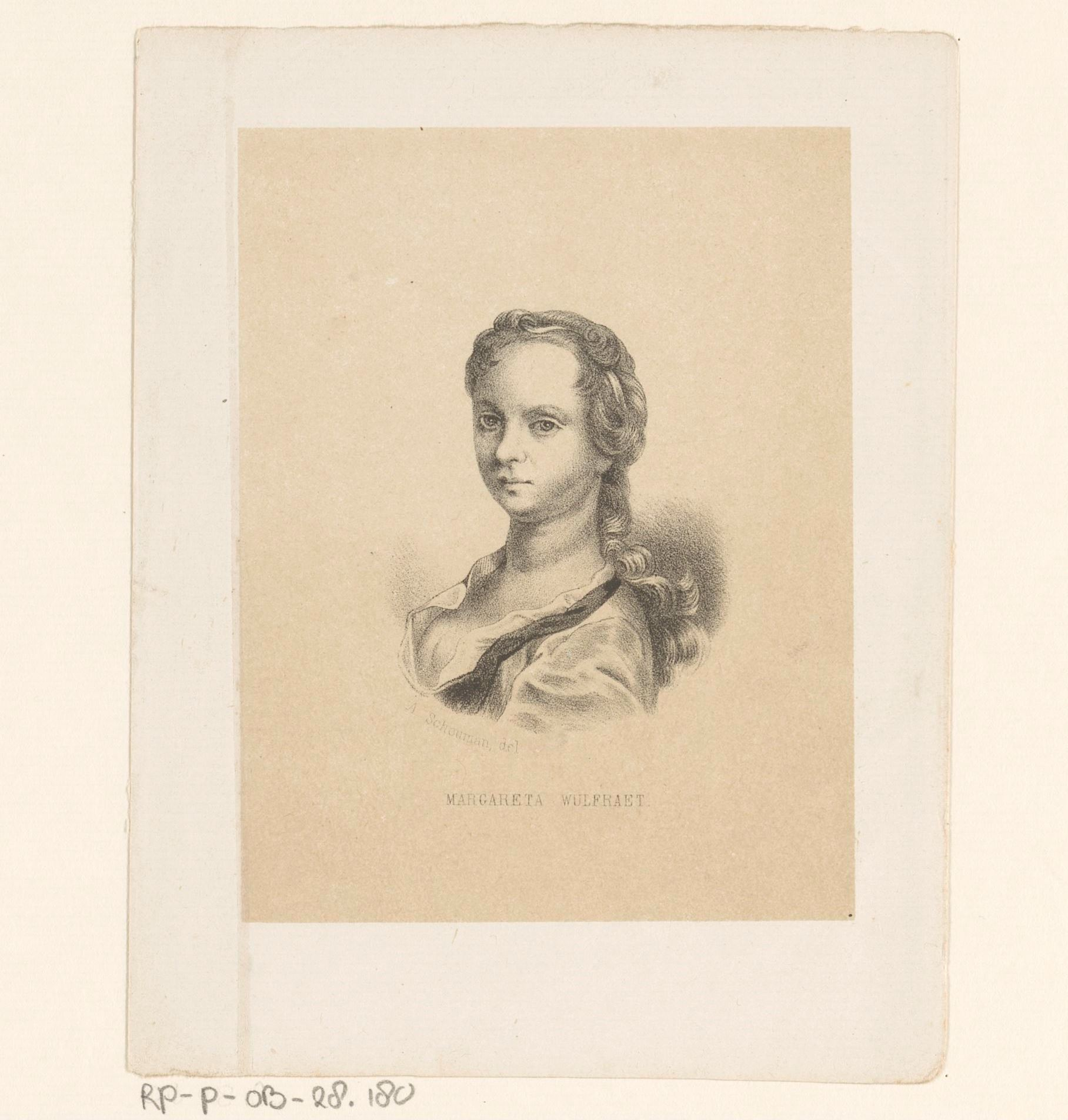
Margareta Wulfraet, Stich nach Aert Schouman

Margaretha Wulfraet, auch: Margareta (* 19. Februar 1678 in Arnheim; † Januar 1760 ebd. [beerdigt 26. Januar 1760]) war eine niederländische Porträt- und Historienmalerin.

## Leben und Werk
Margaretha Wulfraet wurde am 19. Februar 1678 als Tochter von Catharina van ’s-Heerenberg und dem deutschstämmigen Maler Mathijs Wulfraet (1647–1727) in Arnheim geboren und am 20. Februar 1678 in der Grote Kerk getauft. An Geschwistern sind ein dort geborener älterer Bruder, ein jüngerer Bruder und zwei jüngere Schwestern bekannt. Die Familie zog vermutlich 1681 in das wohlhabendere Amsterdam, wo Margaretha Wulfraet das Handwerk von ihrem Vater erlernte und mit ihm zusammenarbeitete. Sie fertigte unter anderem Kopien seiner Gemälde an, die er zum Teil als seine eigenen ausgab, sowie Bilder „nach Art Caspar Netschers“.
Margaretha Wulfraet blieb unverheiratet und zog – weitere Zwischenstationen sind möglich, sind aber nicht bekannt – im Jahr 1741 wieder nach Arnheim. Sie starb Anfang 1760 und wurde am 26. Januar in Arnheim beigesetzt.
Ein kurz nach ihrem Tod erstelltes notarielles Inventar (nl. Boedelinventaris) ist wohl die einzige erhaltene Dokumentation eines Künstlernachlasses in Gelderland dieser Zeit und belegt, dass die 81-Jährige vor ihrem Tod noch größere Mengen Malutensilien im Haus hatte sowie rund sechzig Gemälde und auch mehr als achtzig Bücher hinterließ.
Von ihren Gemälden sind nur wenige erhalten bzw. als von ihrer Hand identifiziert. Einige dokumentierte Gemälde in privaten Sammlungen sind verlorengegangen, andere sind nur durch nach ihnen angefertigte Stiche überliefert.

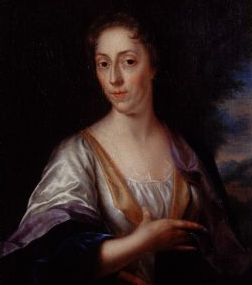
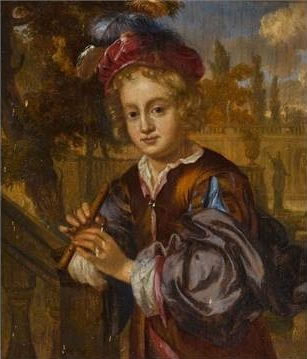
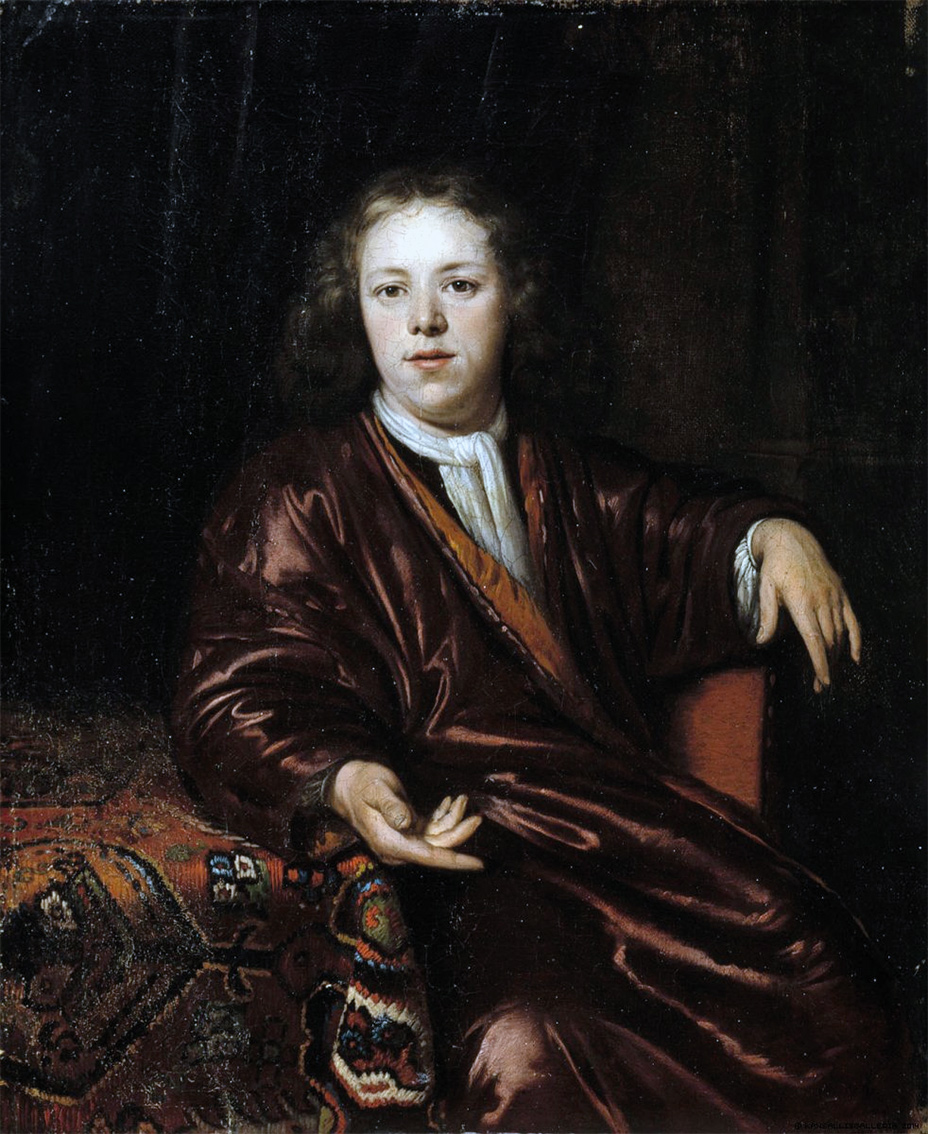

Eine mehrseitige Darstellung Margaretha Wulfraets findet sich 1750 in Johan van Gools Lexikon niederländischer Maler und Malerinnen, dessen Text diente über lange Zeit als Grundlage für nachfolgende Lexika. Erst Recherchen im Stadtarchiv von Arnheim um die Jahrtausendwende brachten weitere biografische Details und auch die Informationen über das nachgelassene Inventar ans Licht.

## Werke in öffentlichen Sammlungen (Auswahl)
- Musicerend gezelschap, Öl auf Leinwand, Staatliches Museum Schwerin, Schwerin, Inv.-Nr. G 2315[5]
- Portret van een Jongeman, Öl auf Holz, Finnische Nationalgalerie, Inv.-Nr.  A I 676[6]